# Hubert van Ravesteyn

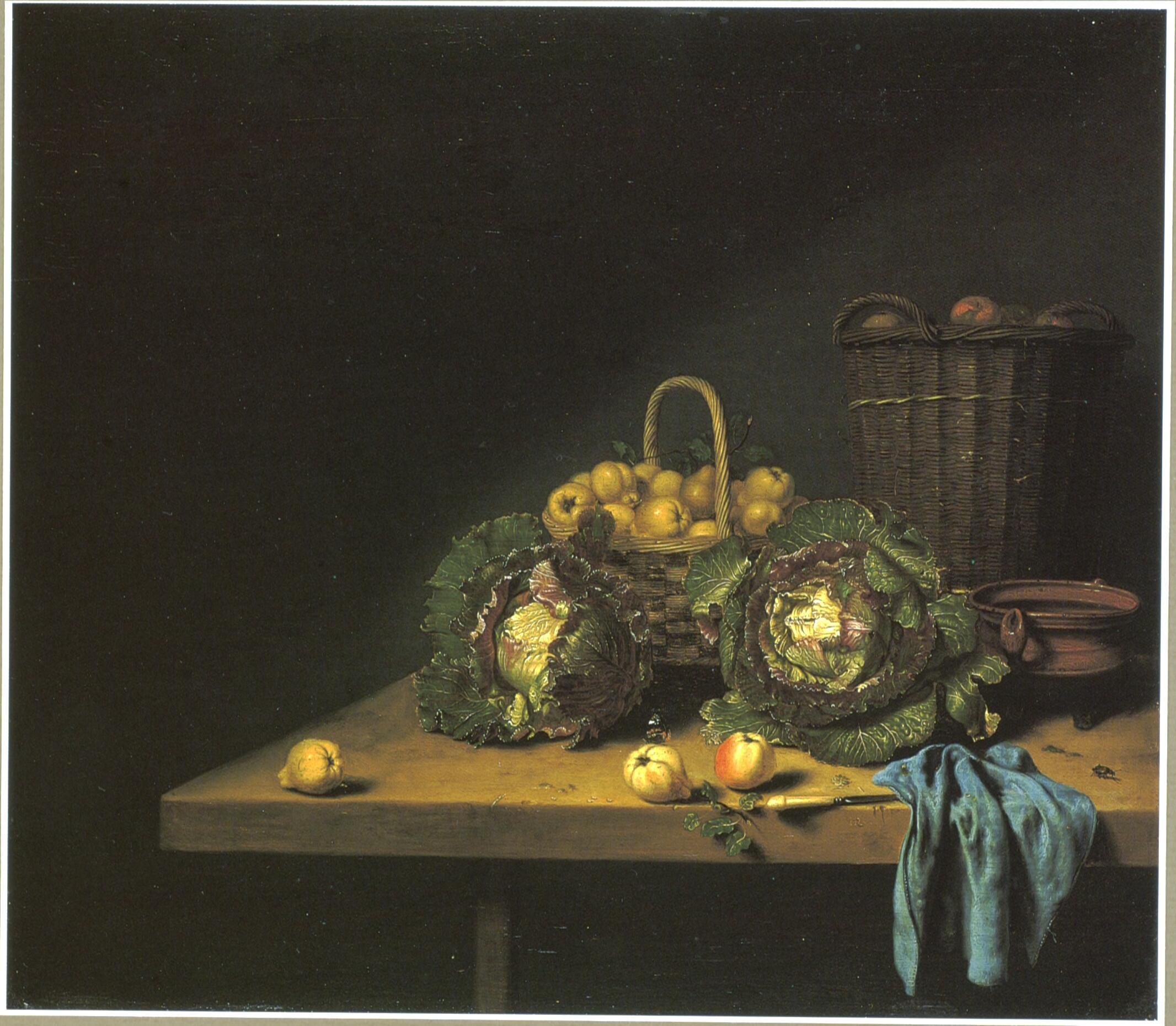
Stilleven met groente en fruit, Dordrechts Museum

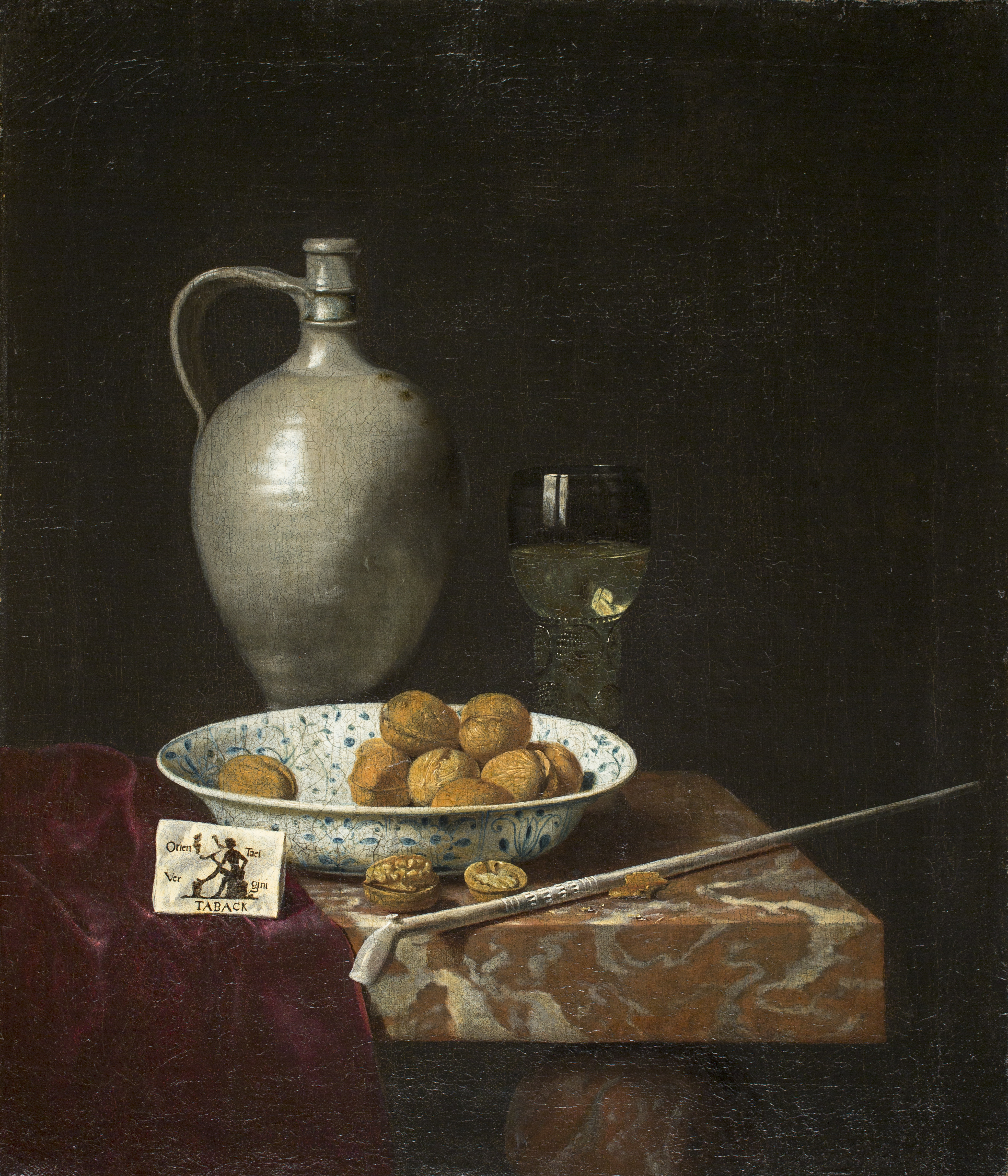
Stilleven met pijp, noten en aarden kruik, Museum voor Schone Kunsten (Gent)

Hubert van Ravesteyn (Dordrecht, 1638 - aldaar, 1691) was een Nederlands kunstschilder uit de periode van de Gouden Eeuw. Hij vervaardigde genrestukken, stalinterieurs en stillevens met vis, groente, drink- en rookgerei.
Van Ravesteyn, die zijn werken signeerde met HR, staat niet bekend als een zeer origineel kunstenaar, in die zin dat hij zichzelf vaak herhaalde. In zijn interieurs was hij een navolger van de stijl en het kleurgebruik van zijn stadgenoot Aelbert Cuyp; wat zijn stillevens betreft werd hij beïnvloed door Jan Jansz. van de Velde. Er zijn ongeveer twintig werken van hem bekend.
Arnold Houbraken beschreef Van Ravesteyn in zijn werk De groote schouburgh der Nederlantsche konstschilders en schilderessen met onder meer de woorden: "Deze schilderde gemeenlyk schaapstalletjes, en een boeremeit die een ketel of iets anders staat te schuuren, of met een boereknaap te praten; of ook wel de vertooning van den slagtyd, door een verken dat op de leer hangt, en jongens die met de blaas spelen."
In 1669 trouwde hij met Catharina van Meurs met wie hij acht kinderen kreeg. Van 1670 tot 1682 woonde het gezin in de Dordtse Hofstraat.